# Boletina prolata
Boletina prolata är en tvåvingeart som beskrevs av Mitsuhiro Sasakawa och Arika Kimura 1974. Boletina prolata ingår i släktet Boletina och familjen svampmyggor. Inga underarter finns listade i Catalogue of Life.